# سعيدية شرنوبية
الطريقة السعيدية الشرنوبية، هي طريقة صوفية سُنيّة، متفرعة من الطريقة الشرنوبية المتفرعة من الطريقة الدسوقية المنسوبة لمؤسسها إبراهيم الدسوقي، وشيخ الطريقة الحالي هو «حمدي إبراهيم الشرنوبي».